# Regionserien
Regionserien är den andra nivån i basebollens seriespel för herrar i Sverige. Serien är uppdelad i två ligor, Norra Regionserien och Södra Regionserien med från år till år varierande antal lag. I samband med sommaruppehållet för elitserien lämnar de två bästa lagen från vardera liga för att spela i kvalserien där de två bästa lagen får spela i Elitserien året därpå.

## Ligaspel
Senast uppdaterad 23 februari 2012
| Norra                | Serie 2011         | Placering 2011 | Övrigt                       |
| -------------------- | ------------------ | -------------- | ---------------------------- |
| City/Kungsängen      | Norra Regionserien | 4:a            |                              |
| Enskede Baseboll     | Norra Regionserien | 1:a            |                              |
| Los Nicas            | Norra Regionserien | 5:a            |                              |
| Nyköping Baseboll    | Norra Regionserien | 6:a            |                              |
| Rättvik Butchers     | serieuppehåll      |                |                              |
| Sundsvall Mosquitoes | Norra Regionserien | 3:a            |                              |
| Umeå Blue Harriers   | ny förening        |                |                              |
| Uppsala BBK          | serieuppehåll      |                | Deltar endast halva säsongen |

| Södra                | Serie 2011         | Placering 2011 | Övrigt                                       |
| -------------------- | ------------------ | -------------- | -------------------------------------------- |
| Göteborg B           | Södra Regionserien | 5:a            |                                              |
| Jönköping            | Södra Regionserien | 6:a            |                                              |
| Malmö Pilots         | Södra Regionserien | 4:a            |                                              |
| Skövde Saints        | Södra Regionserien | 1:a            | Tvåa i kvalserien, valde att inte flytta upp |
| Sölvesborg Firehawks | Södra Regionserien | 3:a            |                                              |
| Tranås               | Södra Regionserien | 2:a            |                                              |